# Flora Thiemann
Flora Li Thiemann (* 2002 in Berlin) ist eine deutsche Schauspielerin.

## Leben
Flora Thiemann spielte ab 2010 in ersten Nebenrollen und übernahm 2013 mit der Rolle der Frederike Bode in dem Kinderfilm Sputnik und 2014 mit der Rolle der Gerda in dem Märchenfilm Die Schneekönigin erste Hauptrollen. Für die Titelrolle im Kinofilm Nellys Abenteuer aus dem Jahr 2016 wurde sie beim Kinder- und Jugendfilmwettbewerb des Filmfestivals Minsk als beste Darstellerin ausgezeichnet. Eine weitere Hauptrolle spielte sie in dem Coming-of-Age-Film Tigermilch, der beim Filmfest München 2017 Premiere hatte.
Flora Thiemann lebt in Berlin-Prenzlauer Berg.

## Filmografie (Auswahl)
- 2009: Doctor’s Diary
- 2010: Das Spiel des Lebens (Kurzfilm)
- 2010: Zivilcourage
- 2010: Undercover Love
- 2012: Glück
- 2013: Sputnik
- 2014: Die Schneekönigin
- 2015: Der verlorene Bruder
- 2015: Der Kriminalist – Der Andere
- 2016: Nellys Abenteuer
- 2017: Tigermilch
- 2019: Niemandsland – The Aftermath (The Aftermath)
- 2019: Herr und Frau Bulle – Totentanz
- 2019: Totgeschwiegen
- 2019: Sunburned
- 2020: Lucie. Läuft doch! – Vollidiot
- 2020: Struwwelerror
- 2021: SOKO Leipzig – Bis aufs Blut
- 2022: Zitterinchen
- 2022: Der Zürich-Krimi – Borchert und die dunklen Schatten
- 2022: Toxisch
- 2022: Lehrer kann jeder!
- 2023: Der Greif (Fernsehserie)
- 2023: Die Tribute von Panem – The Ballad of Songbirds and Snakes (The Hunger Games: The Ballad of Songbirds and Snakes)
- 2024: Gotteskinder
- 2024: Blutige Anfänger - Vermisste Schwester

## Auszeichnungen
- Kinder- und Jugendfilmwettbewerb des Filmfestivals Minsk, beste Darstellerin für Nellys Abenteuer
- Kinderfilmfestival Seattle, Spezialpreis der Jury für das beste Ensemble für Nellys Abenteuer